# Песнь об Аспремонте
«Песнь об Аспремонте» (фр. Chanson d'Aspremont) — французская поэма второй половины XII века из «Королевской жесты».
Сохранилась более чем в десяти рукописях (что указывает на большую популярность). Состоит из 11000 с лишним строк. На неё ссылаются более поздние поэмы «Майнет» и «Жирар де Вьенн».

## Содержание
Сарацинский эмир Аголант вторгается в Калабрию. Карл Великий отправляется, чтобы отразить нашествие. К войску тайком присоединяется юный Роланд. Основное сражение разворачивается у горы Аспремонт (итал. Aspromonte, Аспромонте). В битве чудеса храбрости показывает молодой герцог Найм и другие франки. Сам Карл сражается с сыном эмира Хельмонтом (Helmont), едва не оказывается побеждённым, но ему на помощь приходит Роланд. В этом сражении Роланд получает в награду от Карла коня Вельянтифа и меч Дюрандаль, принадлежавшие Хельмонту. В одной из схваток Аголант погибает, его жена принимает христианство и выходит замуж за одного из сподвижников Карла.
В поэме отразились рассказы о войнах Карла Великого против лангобардов, а также о сарацинских вторжениях на Апеннинский полуостров в 813, 846, 878 гг.

## Издания
- Bekker I. Der Roman von Aspremont aus der Handschrift der Kgl. Bibliothek (Ms. Gall., 4°, 48). Berlin, 1847.
- Aspremont, chanson de geste publiée par F.Guessard et L.Gautier. Paris, 1855.
- La Chanson d'Aspremont, chanson de geste du XIIe siècle, texte du manuscrit de Wollaton Hall édité par L.Brandin. Paris, 1919—1922, 2 vol. (CFMA, №№ 19, 25).